# 屈閻
屈閻（？—前589年），羋姓，屈氏，又称子閻，中国春秋時期楚國巫臣的族人。
夏姬本来是陈国夏徵舒的母亲，楚庄王杀死夏徵舒。子反想娶夏姬。巫臣阻止他，夏姬最后嫁给了连尹襄老。连尹襄老死后，前589年，巫臣携夏姬逃到晋国，子反因此很怨恨巫臣。等到楚共王即位，子重、子反杀了巫臣的族人子阎、子蕩和清尹弗忌以及襄老的儿子黑要，并且瓜分他们的家产。